# Russula acriannulata
Russula acriannulata är en svampart som beskrevs av Buyck 1993. Russula acriannulata ingår i släktet kremlor och familjen kremlor och riskor.   Inga underarter finns listade i Catalogue of Life.